# Jacques Richard (Regisseur)

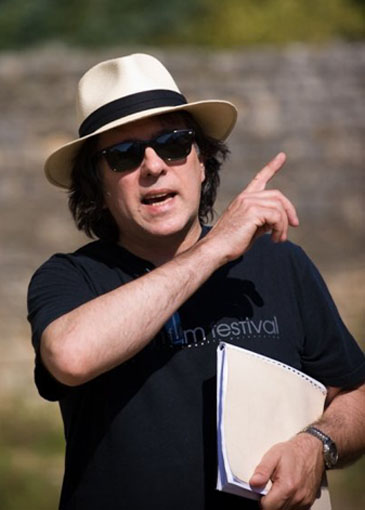
Jacques Richard 2010

Jacques Richard (* 31. März 1954 in Angers) ist ein französischer Filmregisseur, Drehbuchautor, Produzent und Schauspieler.

## Leben
Richard kam im Alter von 19 Jahren zum Film, zunächst als Assistent von Henri Langlois in der Cinémathèque française, später als Praktikant unter anderem von Benoît Jacquot während der Dreharbeiten zu L’assassin musicien (1976). Richards führte bereits 1975 bei Né erstmals Langfilmregie.
Im Jahr 1977 gründete er seine eigene Filmproduktionsfirma Les Films Élémentaires. Es folgten Filme wie Le rouge de chine (1977) und Rebelote (1982). Seither war Richard als Regisseur von Lang- und Kurzfilmen für Kino und Fernsehen tätig. War Rebelote mit Jean-Pierre Léaud} ein Stummfilm, so ist auch sein Fernsehfilm Porté disparu mit Georges Claisse und Claude Jade ein Experiment: Es wurden verschiedene Versionen gedreht und die Fernsehzuschauer durften über den weiteren Handlungsverlauf mitbestimmen. Zu seinen Filmen zählt auch der 3,5-stündige Dokumentarfilm Le fantôme d'Henri Langlois über seinen früheren Lehrmeister, der auf dem Chicago International Film Festival für den Gold Hugo als Bester Dokumentarfilm nominiert wurde.
Richard ist der Onkel des Schauspielers Melvil Poupaud und des Komponisten Yarol Poupaud.

## Filmografie (Auswahl)
- 1975: Né
- 1979: Le rouge de Chine
- 1983: Rebelote
- 1984: Ave Maria
- 1989: 100 Francs für die Liebe (Cent francs l’amour)
- 1995: Porté disparu
- 2011: L'orpheline avec en plus un bras en moins
- 2016: Sélection officielle